# Cerca e distruggi
Cerca e distruggi (Search and Destroy) è un film girato dall'artista americano David Salle e distribuito negli USA nel 1995.
L'opera resta un'eccezione nella carriera di David Salle, più conosciuto nel mondo dell'arte contemporanea.

## Trama
Un sedicente produttore (Griffin Dunne) cerca di convincere un guru (Dennis Hopper) a trasporre il suo libro in pellicola.